# Mostecké Předměstí
Mostecké Předměstí (německy Brüxer Vorst) je část města Bílina v okrese Teplice. Nachází se na západě Bíliny. V roce 2009 zde bylo evidováno 320 adres. V roce 2001 zde trvale žilo 960 obyvatel.
Mostecké Předměstí leží v katastrálním území Bílina o rozloze 4,68 km2, Břešťany o rozloze 2,89 km2, Břežánky o rozloze 4,68 km2 a Jenišův Újezd o rozloze 7,76 km2.

## Pamětihodnosti
- Zaniklý kostel sv. Štěpána